# Lipienniki w Dąbrowie Górniczej
Lipienniki w Dąbrowie Górniczej (kod PLH240037) – specjalny obszar ochrony siedlisk sieci Natura 2000, zlokalizowany na terenie Dąbrowy Górniczej, w województwie śląskim. Obszar obejmuje powierzchnię 334,13 ha. Teren składający się z trzech powiązanych ze sobą enklaw wyznaczony został w celu długotrwałego zabezpieczenia naturalnych siedlisk życia oraz populacji zagrożonych wymarciem gatunków roślin takich jak: lipiennik Loesela Liparis loeselii i sierpowiec błyszczący Drepanocladus (Hamatocaulis) vernicosus.

## Siedliska pod ochroną
- brzegi lub osuszane dna zbiorników wodnych ze zbiorowiskami z Littorelletea, Isoëto-Nanojuncetea
- twardowodne oligo- i mezotroficzne zbiorniki wodne z podwodnymi łąkami ramienic Charetea (jeziora ramienicowe),
- torfowiska przejściowe i trzęsawiska (przeważnie z roślinnością z Scheuchzerio-Caricetea)
- górskie i nizinne torfowiska zasadowe o charakterze młak, turzycowisk i mechowisk